# Алабие
Алабие (каз. Алабие) — село в Есильском районе Северо-Казахстанской области Казахстана. Входит в состав Бескудукского сельского округа. Код КАТО — 594237200.

## История
Основано в 1944 г. С 1944 по 1997 г. — отделение зерносовхоза имени Комарова.

## Население
В 1999 году население села составляло 386 человек (191 мужчина и 195 женщин). По данным переписи 2009 года, в селе проживало 297 человек (154 мужчины и 143 женщины).